# Attentat à la grenade de Mesqel adebabay
L'attentat à la grenade de Mesqel adebabay survient le 23 juin 2018 lorsqu'un grand rassemblement populaire pro-gouvernemental sur Mesqel adebabay pour soutenir la réforme politique du premier ministre Abiy Ahmed est attaqué par un assaillant utilisant une grenade. La grenade explose à seulement 17 mètres de la scène. Peu de temps après, l'agresseur est emmené par des agents de sécurité. Il s'agit de la première tentative d'assassinat d'un dirigeant national éthiopien dans l'histoire moderne de l'Éthiopie, après des incidents similaires sous l'ère Haïlé Sélassié Ier et du Derg.
L'attaque fait deux morts et 44 blessés, mais Ahmed en sort indemne. Les médias locaux rapportent que l'assaillant porte un uniforme de police et tente de lancer la grenade vers la scène où se trouve le premier ministre et d'autres responsables.
En septembre 2018, les procureurs nationaux inculpent cinq suspects dans cette affaire de terrorisme, les liant au Front de libération oromo qui cherche à faire prendre la direction du parti dans le pays après une longue décennie d'interdiction par le régime de l'Front démocratique révolutionnaire du peuple éthiopien (FDRPE).

## Attentat
Le 23 juin 2018, une explosion frappe des partisans du premier ministre Abiy Ahmed lors d'un rassemblement pro-gouvernemental sur Mesqel adebabay à Addis-Abeba. L'explosion se produit à 17 mètres de distance alors qu'Abiy Ahmed s'assoit après avoir prononcé un discours sur scène sur sa récente réforme politique. Après avoir terminé son discours, Abiy est ensuite emmené par le personnel de sécurité et d'autres responsables. Les médias locaux rapportent que l'assaillant se fait passer pour un policier et tente de lancer une grenade sur la scène après qu'Abiy ait terminé son discours. Les responsables de la sécurité pensent que l'attaque vise le premier ministre et aucun individu ou groupe n'en revendique la responsabilité immédiatement. Peu de temps après, la zone est fortement remplie de forces de sécurité et les transports publics de la zone s'arrêtent alors que la police commence à enquêter sur la scène.
Selon les premières sources, une personne est morte et 10 autres sont blessées lors de l'attaque. Cependant, plus tard, le ministre de la Santé (en) Amir Aman confirme la mort de deux personnes, l'une d'elles décède à l'hôpital Black Lion (en), et 44 blessés par l'attaque. L'attaque est une tentative d'assassinat d'un dirigeant national, une première en Éthiopie fédérale, bien que de nombreuses tentatives de coup d'État aient lieu tout au long de son histoire, notamment pendant l'ère Haïlé Sélassié Ier en 1928, 1960 et celle du Derg sous Mengistu Haile Mariam en 1976 et 1989 (en).

## Conséquences et réactions
Juste après l'attaque, Ahmed parle de l'événement à la télévision d'État, le décrivant comme une "tentative infructueuse de forces qui ne veulent pas voir l'Éthiopie unie. Les personnes qui ont fait cela sont des forces opposées à la paix. Vous devez arrêter de faire cela. Vous n'avez pas réussi dans le passé et vous n'aurez pas de succès dans le futur". Le chef de cabinet du premier ministre Fitsum Arega (en) poste sur Twitter qu'un assaillant non identifié a lancé l'attaque lors du rassemblement. L'organisateur du rassemblement, Seyoum Teshome, déclare que "la cible était le Premier ministre parce que le suspect visait à lancer la grenade du côté droit de la scène où il était assis". Un témoin rapporte que la foule attaque physiquement l'assaillant tandis que les victimes blessées sont emmenées à l'hôpital.
Le 28 septembre 2018, les procureurs nationaux inculpent cinq suspects pour cet incident : Getu Girma, Birhanu Jafar, Tilahun Getachew, Bahiru Tollosa et Desalegn Teafaye. Le procureur déclare que les suspects ne pensent pas qu'Abiy protège les intérêts des oromos et qu'ils souhaitent que le Front de libération oromo (OLF), interdit par le gouvernement national du régime du FDRPE, prenne la direction du pays. Dans le cadre de la réforme d'Abiy, l'OLF est retiré de la liste des "organisations terroristes" du pays et les membres exilés du parti sont autorisés à rentrer dans leur pays.